# Vérszerződés

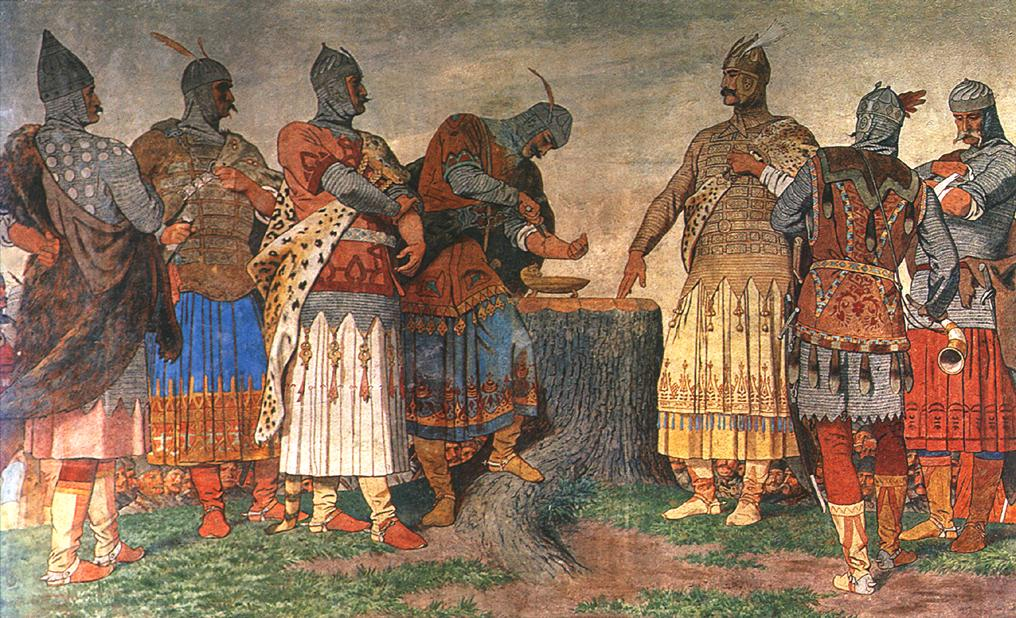
A kecskeméti városháza dísztermében Székely Bertalan 1895 és 1897 között alkotott Vérszerződés című freskóján, a központi helyen látható a Nagyszentmiklósi aranylelet egy értékes darabja, a bikafejes ivócsanak.

A vérszerződés a magyar hagyomány szerint a magyarság első alapszerződése. A szerződést a hagyomány szerint a hét vezér – Anonymus Gesta Hungaroruma szerint Álmos, Előd, Ond, Kond, Tas, Huba, Töhötöm, a hét törzs – Tarján, Jenő, Kér, Keszi, Nyék, Megyer és Kürtgyarmat vezére kötötte Etelközben egymással oly módon, hogy a szerződésben vállalt kötelezettségeik megerősítéseképpen vérüket egy edénybe csorgatták és ott összekeverték. A szerződés erről a jellegzetes mozzanatról kapta elnevezését, amely feltehetőleg a korabeli magyar szokásjog szerint különlegesen erős fogadalomtételek egyik formai kelléke volt, mint például az eskü. Tehát számtalan egyéb megegyezést, mai értelemben vett szerződést erősíthettek meg ebben a formában a kor magyarjai, ám csupán ez az alant taglalt, honfoglalást megelőző szerződés vált híressé „a vérszerződés” néven. A szerződés pontos tartalmára és lefolyására vonatkozóan azonban csak a később készült krónikák és a mondák, regék, szájhagyomány állnak rendelkezésre.

## A történeti hagyomány

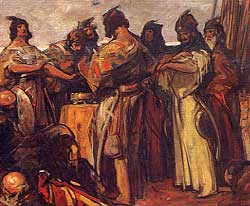
Hegedűs László: A Vérszerződés (1908) (festmény; Magyar Nemzeti Galéria)

A történetírás a vérszerződést a 9. századra, Álmos fejedelem idejére, a magyarok szállásterületének megváltoztatásának időpontjára teszi. Anonymus, feltehetően III. Béla király jegyzője a következőképpen ír krónikájában a vérszerződés előzményeiről és lefolyásáról: „Akkor közakarattal Álmos vezérnek ezt mondták: »A mai naptól kezdve téged vezérünkké és parancsolónkká választunk, s ahova a szerencséd visz, oda követünk téged.« Majd a fent említett férfiak mindegyike Álmos vezérért – pogány szokás szerint – saját vérét egy edénybe csorgatta, s megitta, esküjét ezzel szentesítette. És noha pogányok voltak, mégis azt a hitet, melyet akkor egymás közt esküjükre tettek, mindhalálukig megtartották úgy, amint ez az eskü itt következik.:
Az eskü első szakasza így hangzott: Hogy ameddig csak az ő életük, sőt az utódaiké is tart, mindig Álmos vezér ivadékából lesz a vezérük. Az eskü második szakasza így hangzott: Hogy ami jószágot csak fáradalmaik árán szerezhetnek, mindegyiküknek része legyen abban. Az eskü harmadik szakasza így hangzott: Hogy azok a fejedelmi személyek, akik a tulajdon szabad akaratukból választották Álmost urukká, sem ők maguk, sem fiaik soha, semmi esetre ki ne essenek a vezér tanácsából és az ország tisztségeiből. Az eskü negyedik szakasza így hangzott: Hogyha valaki utódaik közül hűtlen lenne a vezér személyéhez, vagy egyenetlenséget szítana a vezér és rokonai között, a bűnösnek vére omoljon, amint az ő vérük omlott az esküben, melyet Álmos vezérnek tettek. Az eskü ötödik szakasza így hangzott: Hogyha valaki Álmos vezér és a többi fejedelmi személyek utódai közül az esküvel kötött megállapodásokat meg akarná szegni, örök átok sújtsa. Ennek a hét férfiúnak a neve volt: Álmos, Árpád apja; Előd, Szabolcs apja, kitől a Csák-nemzetség származik; Kend, Korcán apja; Ond, Ete apja, akitől a Kalán- és Kölcse-nemzetség származik; Tas, Lél apja; Huba, akitől a Szemere-nemzetség származik; a hetedik Tétény, Horka apja, s Horkának a fiai voltak Gyula és Zombor, akiktől a Maglód-nemzetség származik, amint alább majd szó lesz róla. De elég! Haladjunk a történelem útján!

## A szerződés tartalma

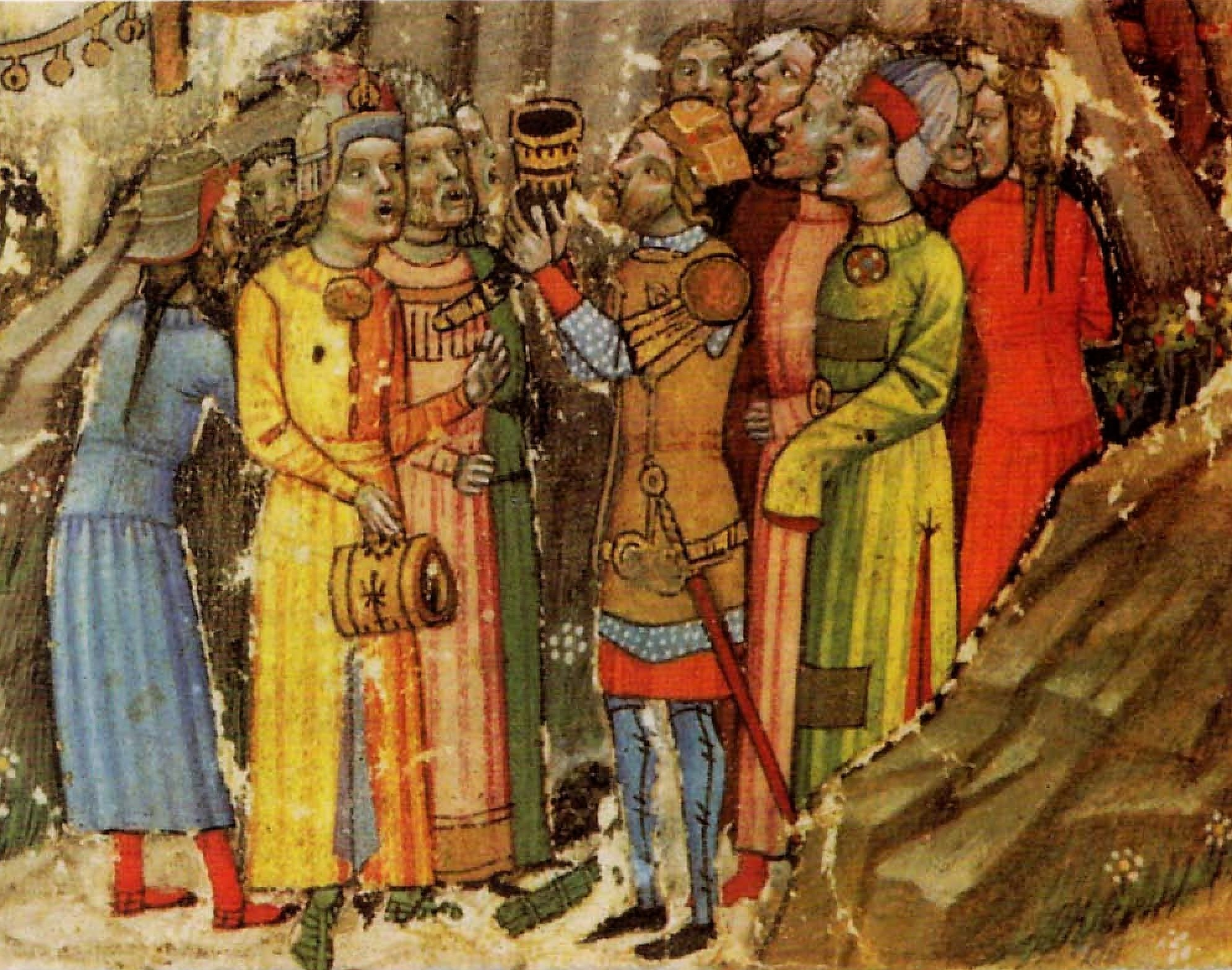
Árpád fejedelem ivókürtöt tartó alakja a Képes krónikában (miniatúra részlete).László Gyula történész szerint talán az sem véletlen, hogy a Képes Krónika (14. század közepe) festője azért ábrázolta az aranysisakos hét vezér közt Árpádot úgy, hogy magasra emeli bölényszarv ivókürtjét, hogy emlékeztesse a vérszerződés fogadalmára a honfoglaló vezéreke

- A vezéri tisztség utódlásának rendezése:„hogy mig életök tart, mind maguknak, mind maradékaiknak vezére mindig Álmos nemzetségéből legyen”.
- A szerzőképesség rendezése: „valami jót munkájokkal szerezhetnek, abból közülük senki se legyen kizárva”.
- A vezér tanácskozó testületében és a méltóságviselésben való részvétel joga: „hogy azokat a fejedelmi személyeket, kik Álmost szabad akaratukból választották urukká, se maguk, se fiaikat sohase rekesszék ki a vezér tanácsából és az ország tisztjéből”.
- Hűtlenség esetén egységes fellépés: „hogyha utódaik közül valaki hűtelen lenne a vezér személye iránt, a vétkesnek vérét ontsák, miként az ő vérük omlott abban az esküben, melyet Álmos vezérnek tettek”.
- Ellenállási záradék: „hogyha valaki Álmos és a többi fejedelmi személyek utódaiból esküjök állapotát meg akarná szegni, átok alá legyen vetve mindörökké”.

Az idézett tartalomra vonatkozóan érdemes utalni Anonymus korának egyéb releváns, nagy horderejű társadalmi-szociális eseményeire, elsődlegesen az Aranybulla kibocsátására. Az Aranybulla számos privilégiumot biztosított az erősödő nemességnek, többek között a meghatározott jogsérelmek esetén az uralkodóval szembeni ellenszegülés jogát (ellenállási záradék). Ezért számos történész úgy vélekedik, hogy Anonymus részben a saját korára jellemző társadalmi vívmányoknak megfelelően közölte a szerződés szövegét (vagy az azok kivívásáért folytatott küzdelem megtámogatása céljából), mintegy visszamenőleges igazolásként. Anonymus történelemszemléletére vonatkozóan egy ezzel egybevágó értelmezést fejt ki Nemeskürty István történész is, miszerint: „P. mester (Anonymus) célja, hogy igazolja a 13. századi magyar nemesség jogait, igényeit és lehetőleg minden barátját, ismerősét, rokonát a honfoglalás koráig vezesse vissza. Továbbá Anonymus, bár nem győzi hangsúlyozni, hogy ő írásos dokumentumok alapján dolgozik, valójában művészi alkotást kívánt létrehozni, természetesen a kor ízlése és követelményei szerint.”

## A vérszerződéshez hasonló szerződések, fogadalmak

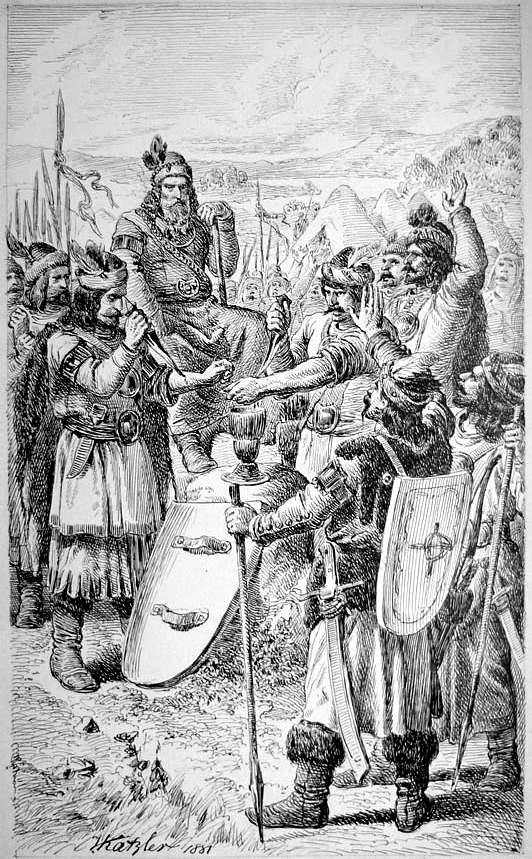
Vinzenz Katzler: Blutsbrüderschaft, illusztráció, 1881

Az ilyen típusú fogadalomtételek korabeli beszámolók szerint elterjedtnek számítottak a magyarokhoz hasonló pusztai nomád népek körében. Hérodotosz a szkítákról szóló munkájában egy hasonló szertartást ír le: „egy nagy, földből készült tálat borral megtöltenek, majd a szerződő felek, magukon tőrrel apró sebet ejtve, vérüket a borba csorgatják, ezután az elegybe kardot, nyílvesszőket, csatabárdot, hajítódárdát mártanak. Mindeközben imádságokat mondanak, végül a szerződő felek az elegyből egy-egy hajtást isznak, s így tesznek mindazok is, kik a követőik között vezérnek számítanak.”
A mongoloknál hasonló szertartással vértestvérré, andává fogadták egymást. Dzsingisz kánnak Dzsamuka volt az andája, Batu kán fiának, Szártak kánnak pedig Alekszandr Nyevszkij novgorodi fejedelem.